# Sjur Røthe
Sjur Røthe (Voss, 2 juli 1988) is een Noorse langlaufer. Hij vertegenwoordigde zijn vaderland op de Olympische Winterspelen 2014 in Sotsji.

## Carrière
Røthe maakte zijn wereldbekerdebuut in maart 2009 in Trondheim, acht maanden later scoorde hij in Beitostølen zijn eerste wereldbekerpunten. In november 2010 eindigde de Noor in Gällivare voor de eerste maal in zijn carrière in de top tien van een wereldbekerwedstrijd. Op de wereldkampioenschappen langlaufen 2011 in Oslo eindigde Røthe op de slotdag als vierde op de 50 kilometer vrije stijl, eerder was hij als veertiende geëindigd op de 30 kilometer achtervolging en als 21e op de 15 kilometer klassiek. Bij zijn eerste deelname aan de Tour de Ski, in het seizoen 2011/2012, eindigde hij op de 26e plaats in het eindklassement. In december 2012 stond de Noor in Canmore voor de eerste maal in zijn carrière op het podium van een wereldbekerwedstrijd. In Val di Fiemme nam Røthe deel aan de wereldkampioenschappen langlaufen 2013. Op dit toernooi veroverde hij de bronzen medaille op de 30 kilometer skiatlon. Daarnaast eindigde hij als vijfde op de 15 kilometer vrije stijl en als zeventiende op de 50 kilometer klassieke stijl. Samen met Tord Asle Gjerdalen, Eldar Rønning en Petter Northug werd hij wereldkampioen op de estafette. Tijdens de Olympische Winterspelen van 2014 in Sotsji eindigde hij als negentiende op de 30 kilometer skiatlon.
Op de wereldkampioenschappen langlaufen 2015 in Falun eindigde de Noor als negende op de 15 kilometer vrije stijl. Op 14 maart 2015 boekte Røthe in Oslo zijn eerste wereldbekerzege. In Lahti nam hij deel aan de wereldkampioenschappen langlaufen 2017. Op dit toernooi eindigde hij als vierde op de 30 kilometer skiatlon en als zesde op de 50 kilometer vrije stijl.
Op de wereldkampioenschappen langlaufen 2019 in Seefeld veroverde de Noor de gouden medaille op de 30 kilometer skiatlon en de bronzen medaille op de 50 kilometer vrije stijl, op de 15 kilometer klassieke stijl eindigde hij op de zevende plaats. Op de estafette sleepte hij samen met Emil Iversen, Martin Johnsrud Sundby en Johannes Høsflot Klæbo de wereldtitel in de wacht. In Oberstdorf nam Røthe deel aan de wereldkampioenschappen langlaufen 2021. Op dit toernooi eindigde hij als zesde op zowel de 15 kilometer vrije stijl als de 30 kilometer skiatlon.

## Resultaten

### Olympische Spelen
| Jaar | Plaats | Resultaten         |
| ---- | ------ | ------------------ |
| 2014 | Sotsji | 19e 30 km skiatlon |

### Wereldkampioenschappen
| Jaar | Plaats        | Resultaten                                                                            |
| ---- | ------------- | ------------------------------------------------------------------------------------- |
| 2011 | Oslo          | 21e 15 km klassieke stijl 14e 30 km achtervolging 4e 50 km vrije stijl                |
| 2013 | Val di Fiemme | 5e 15 km vrije stijl · 30 km skiatlon · 17e 50 km klassieke stijl · 4×10 km estafette |
| 2015 | Falun         | 9e 15 km vrije stijl DNF 30 km skiatlon                                               |
| 2017 | Lahti         | 4e 30 km skiatlon 6e 50 km vrije stijl                                                |
| 2019 | Seefeld       | 7e 15 km klassieke stijl · 30 km skiatlon · 50 km vrije stijl · 4×10 km estafette     |
| 2021 | Oberstdorf    | 6e 15 km vrije stijl 6e 30 km skiatlon                                                |

### Wereldbeker
| Legenda | Legenda            |
| ------- | ------------------ |
| TdS     | Tour de Ski        |
| NO      | Nordic Opening     |
| LT      | Lillehammer Triple |
| RT      | Ruka Triple        |
| WBF     | Wereldbekerfinale  |
| STC     | Ski Tour Canada    |
| ST      | Ski Tour           |

Eindklasseringen
| Seizoen   | Algm  | DI     | SP  | TdS |
| --------- | ----- | ------ | --- | --- |
| 2009/2010 | 124e  | 79e    | –   | –   |
| 2010/2011 | 73e   | 41e    | –   | –   |
| 2011/2012 | 30e   | 25e    | 78e | 26e |
| 2012/2013 | 13e   | 8e     | 67e | –   |
| 2013/2014 | 7e    | 7e     | –   | 4e  |
| 2014/2015 | 13e   | 11e    | 76e | DNF |
| 2015/2016 | 14e   | 12e    | 97e | 6e  |
| 2016/2017 | 9e    | 6e     | –   | 11e |
| 2017/2018 | 28e   | 21e    | –   | DNF |
| 2018/2019 | Brons | Zilver | 89e | 4e  |
| 2019/2020 | 5e    | Zilver | 43e | 4e  |
| 2020/2021 | 21e   | 12e    | –   | –   |

Wereldbekerzeges individueel
| Nr. | Datum            | Plaats        | Onderdeel                            |
| --- | ---------------- | ------------- | ------------------------------------ |
| 1.  | 14 maart 2015    | Oslo          | 50 km vrije stijl (massastart)       |
| 2.  | 1 december 2018  | Lillehammer   | 15 km vrije stijl                    |
| 3.  | 8 december 2018  | Beitostølen   | 30 km vrije stijl                    |
| 4.  | 6 januari 2019   | Val di Fiemme | 9 km vrije stijl (handicapstart) TdS |
| 5.  | 15 februari 2020 | Östersund     | 15 km vrije stijl ST                 |

Wereldbekerzeges team
| Nr. | Datum            | Plaats      | Onderdeel            | Teamgenoten                  |
| --- | ---------------- | ----------- | -------------------- | ---------------------------- |
| 1.  | 7 maart 2010     | Lahti       | 4 × 7,5 km estafette | Østensen / Djupvik / Rennemo |
| 2.  | 25 november 2012 | Gällivare   | 4 × 7,5 km estafette | Rønning / Sundby / Northug   |
| 3.  | 20 januari 2013  | La Clusaz   | 4 × 7,5 km estafette | Rønning / Tønseth / Sundby   |
| 4.  | 24 januari 2016  | Nové Město  | 4 × 7,5 km estafette | Sundby / Rundgreen / Krogh   |
| 5.  | 9 december 2018  | Beitostølen | 4 × 7,5 km estafette | Iversen / Sundby / Krogh     |
| 6.  | 1 maart 2020     | Lahti       | 4 × 7,5 km estafette | Golberg / Holund / Klæbo     |
| 7.  | 24 januari 2021  | Lahti       | 4 × 7,5 km estafette | Golberg / Iversen / Krüger   |